# Feng Liao
Feng Liao (馮嫽) va ser la primera diplomàtica-oficial de la història xinesa, que va representar a la Dinastia Han a Wu-suen (烏孫), que es trobava en les Regions Occidentals. Era una pràctica de la Cort Imperial per fomentar aliances amb les tribus del nord a través del matrimoni, i dues princeses Han s'havien casat amb reis Wu-suen.
Feng Liao era la serventa de la Princesa Jieyou (解憂公主), que s'havia casat amb un rei Wusun. La mateixa Feng més tard es va casar amb un influent general Wusun, que era en bona estima del Príncep Wujiutu (烏就屠) del regne, cosa que després es provaria com beneficiosa per la Dinastia Han.
Quan el príncep Wujiutu es va apoderar del tron de Wusun en el 64 aEC, després que el seu pare morí, existia la por a la Cort Imperial de Han que Wujiutu, la mare del qual era xiongnu, permetria als wusun esdevenir vassalls dels xiongnu.